# Estomodeo
El estomodeo, en el embrión, es una invaginación del ectodermo situada en el intestino anterior que dará origen a la boca, constituyendo la cavidad bucal primitiva del embrión somítico.
Comprende la cavidad bucal como tal y la cavidad nasal, pues en ese período entre ambas no existe ninguna separación. Posteriormente estas cavidades quedan limitadas por el paladar.
El estomodeo queda limitado cefálicamente por el proceso fronto nasal, en su porción caudal por el proceso mandibular y lateralmente por los procesos maxilares. Se encuentra separado de la faringe por una membrana compuesta de ectodermo y endodermo llamada membrana bucofaríngea la cual desaparece completamente alrededor del día 24 de vida intrauterina, pues carece de mesodermo.
Los embriones somíticos corresponden a embriones de distintas especies de vertebrados que presentan muchas características comunes en determinado período temprano del desarrollo.
- Datos: Q1569526